# Micropteropus
Genre
Micropteropus est un genre de chauves-souris. Les deux espèces du genre sont réparties en Afrique. Alors que M. intermedius est limitée à l'Angola et la République Démocratique du Congo, M. pusillus est présente en Afrique de l'Ouest, et centrale.

## Liste des espèces
- Micropteropus intermedius Hayman, 1963
- Micropteropus pusillus (Peters, 1867)